# Okres Rokycany
Rokycany (Duits: Rokytzan) is een district (Tsjechisch: Okres) in de Tsjechische regio Pilsen. De hoofdstad is Rokycany. Het district bestaat uit 68 gemeenten (Tsjechisch: Obec).

## Lijst van gemeenten
De obce (gemeenten) van de okres Rokycany. De vetgedrukte plaatsen hebben stadsrechten. De cursieve plaatsen zijn steden zonder stadsrechten (zie: vlek).
Bezděkov - Břasy - Březina - Bujesily - Bušovice - Cekov - Čilá - Dobřív - Drahoňův Újezd - Ejpovice - Hlohovice - Holoubkov - Hrádek - Hradiště - Hůrky - Cheznovice - Chlum - Chomle - Kakejcov - Kamenec - Kamenný Újezd - Kařez - Kařízek - Klabava - Kladruby - Kornatice - Lhota pod Radčem - Lhotka u Radnic - Liblín - Líšná - Litohlavy - Medový Újezd - Mešno - Mirošov - Mlečice - [[Mýto (Rokycany)|Mýto]] - Němčovice - Nevid - Osek - Ostrovec-Lhotka - Plískov - Podmokly - Příkosice - Přívětice - Radnice - Raková - Rokycany - Sebečice - Sirá - Skomelno - Skořice - Smědčice - Strašice - Svojkovice - Štítov - Těně - Terešov - Těškov - Trokavec - Týček - Újezd u Svatého Kříže - Vejvanov - Veselá - Vísky - Volduchy - Všenice - Zbiroh - Zvíkovec

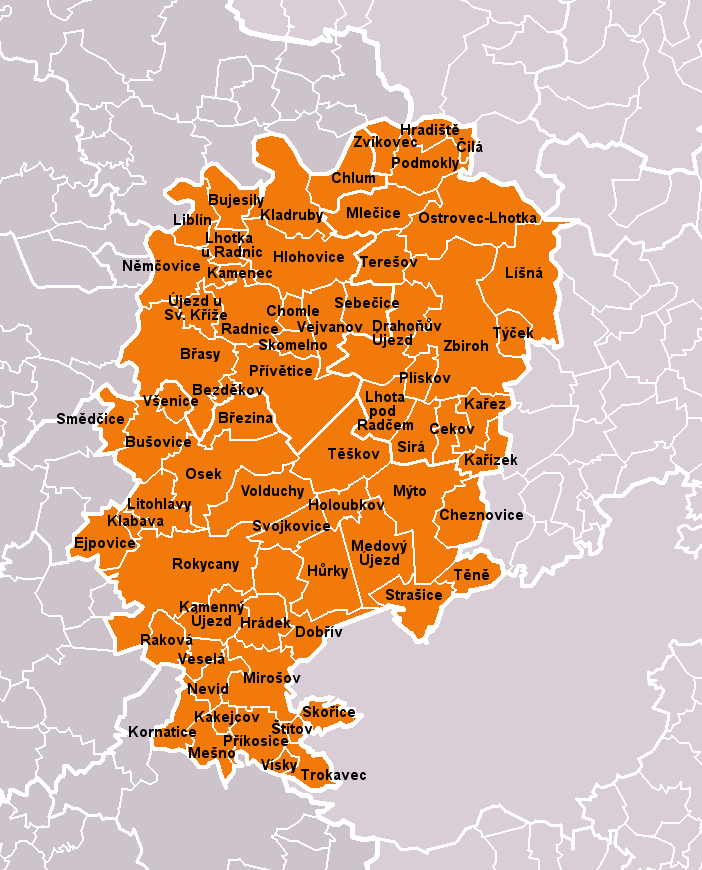
Gemeenten van okres Rokycany

Domažlice · Klatovy · Plzeň-jih · -město · -sever · Rokycany · Tachov